# 이승택 (기업인)

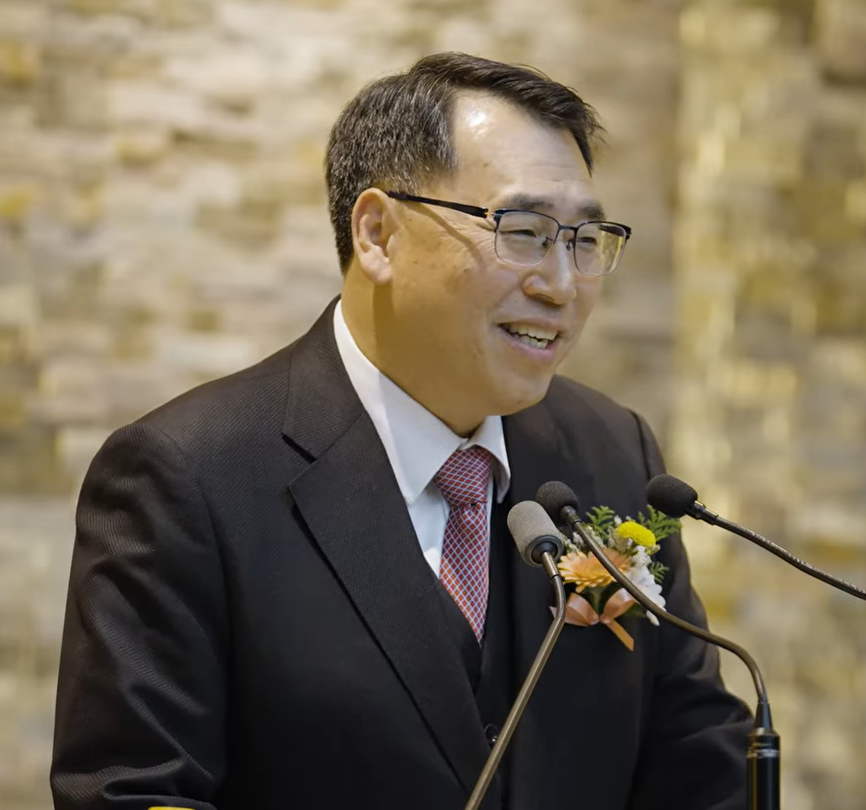
이승택 한국기독교학술원 2대 이사장

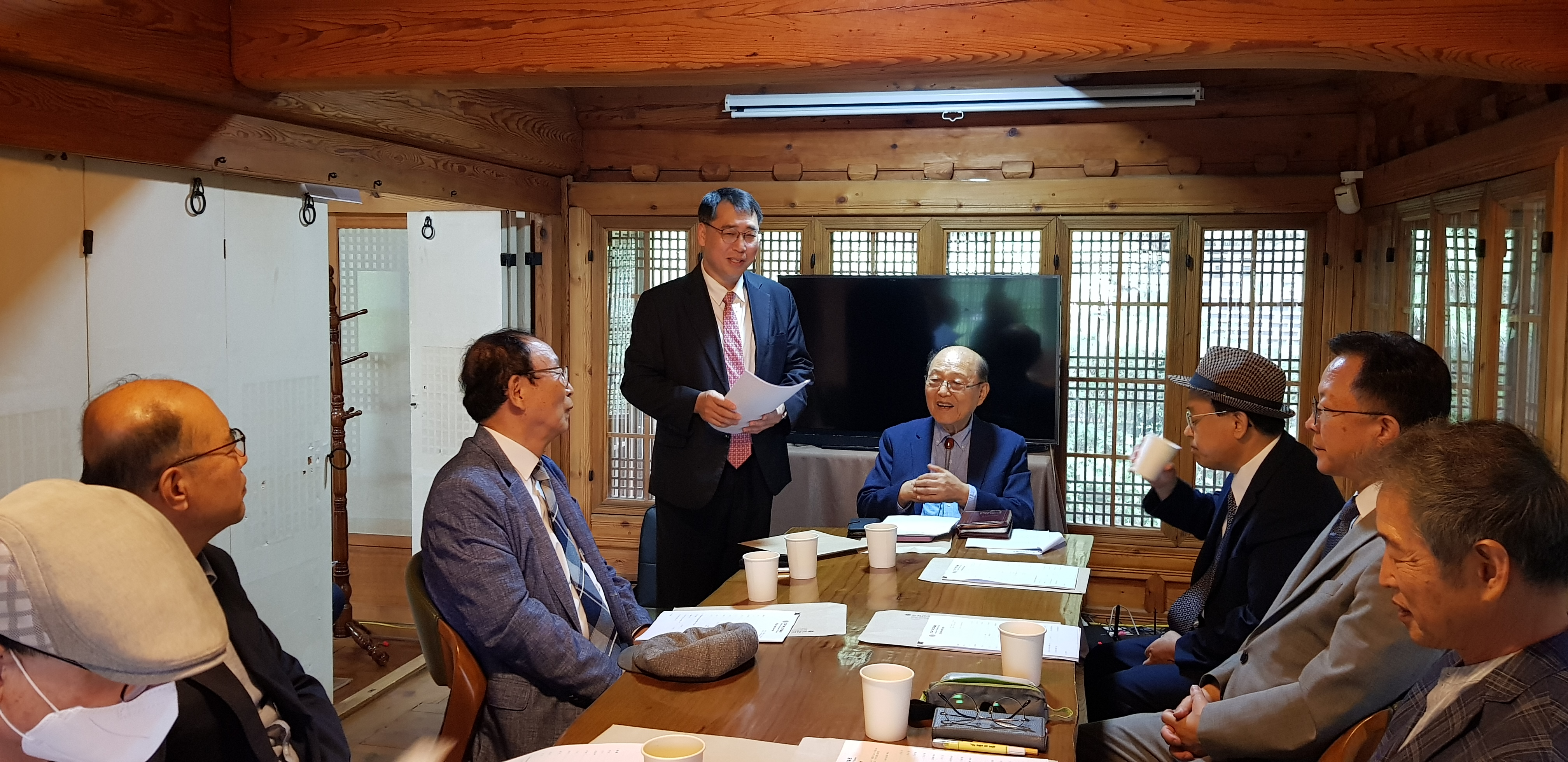
한국기독교학술원 연구교수모임, 덕수교회

이승택(Lee Seung Teak)은 대한민국의 교육가이며, 기업인이다. 미국 대통령 도날드 트럼프가 졸업한 뉴욕 밀리터리 아카데미(New York Military Academy)와 웨인 주립 대학교을 졸업했으며, 모리아티엔에스 주식회사 대표이사, 알바이오 이사를 역임하고, 현재 에이치에스티벤쳐캐피탈 대표이사를 맡고 있다. 국제울란바타르대학교에서 운영이사장과 유초중고 운영이사장, 유한책임회사 주주 이사장으로 섬기고, 한국기독교학술원 이사장이며, 서울산정현교회 시무장로이다. 그의 부친은 한국기독교학술원과 국제울란바타르대학교를 설립한 이흥순 박사이다.

## 학력
- 뉴욕 군사학교 (New York Military Academy, 밀리터리 아카데미)
- 웨인 주립 대학교(Wayne State University, WSU)
- 미국 언더우드 대학교 명예경영학박사

## 경력
- 모리아티엔에스 주식회사 대표이사 역임
- 알바이오 이사를 역임
- 현, 에이치에스티벤쳐캐피탈 대표이사
- 현, 국제울란바타르대학교에서 운영이사장과 유초중고 운영이사장,
- 현, 유한책임회사 주주 이사장
- 현, 한국기독교학술원 이사장
- 현, 한국장로대학원 이사

## 같이 보기
- 이흥순
- 한국기독교학술원
- 국제울란바타르대학교